# Скрин (Слайго)
Скрин (англ. Skreen; ирл. An Scrín) — деревня в Ирландии, находится в графстве Слайго (провинция Коннахт). Население — 159 человек (по переписи 2002 года).

## Известные жители
- Джордж Стокс — физик-теоретик и математик. Родился в деревне и прожил в ней до 16 лет.